# 长泰杨氏宗祠
长泰杨氏宗祠，位于中国福建省长泰县武安镇城关村，明代于唐代长泰开县元勋杨海寓所原址上兴建。坐西朝东，占地面积1800平方米。由门厅、天井、厢廊、正堂组成。正堂硬山顶，抬梁、穿斗式木构架，面阔三间，进深三间。用材硕大，且少有花板、雀替，整体风格较为庄重朴素，保留了明代建筑特征。2005年5月11日公布为第六批福建省文物保护单位。